# اوریا (کمون)
اوریا (به فرانسوی: Auriat) یک کمون در فرانسه است که در کروز واقع شده‌است. اوریا ۲۱٫۶۶ کیلومتر مربع مساحت دارد ۵۰۰ متر بالاتر از سطح دریا واقع شده‌است.